# Lăng Thành Cát Tư Hãn

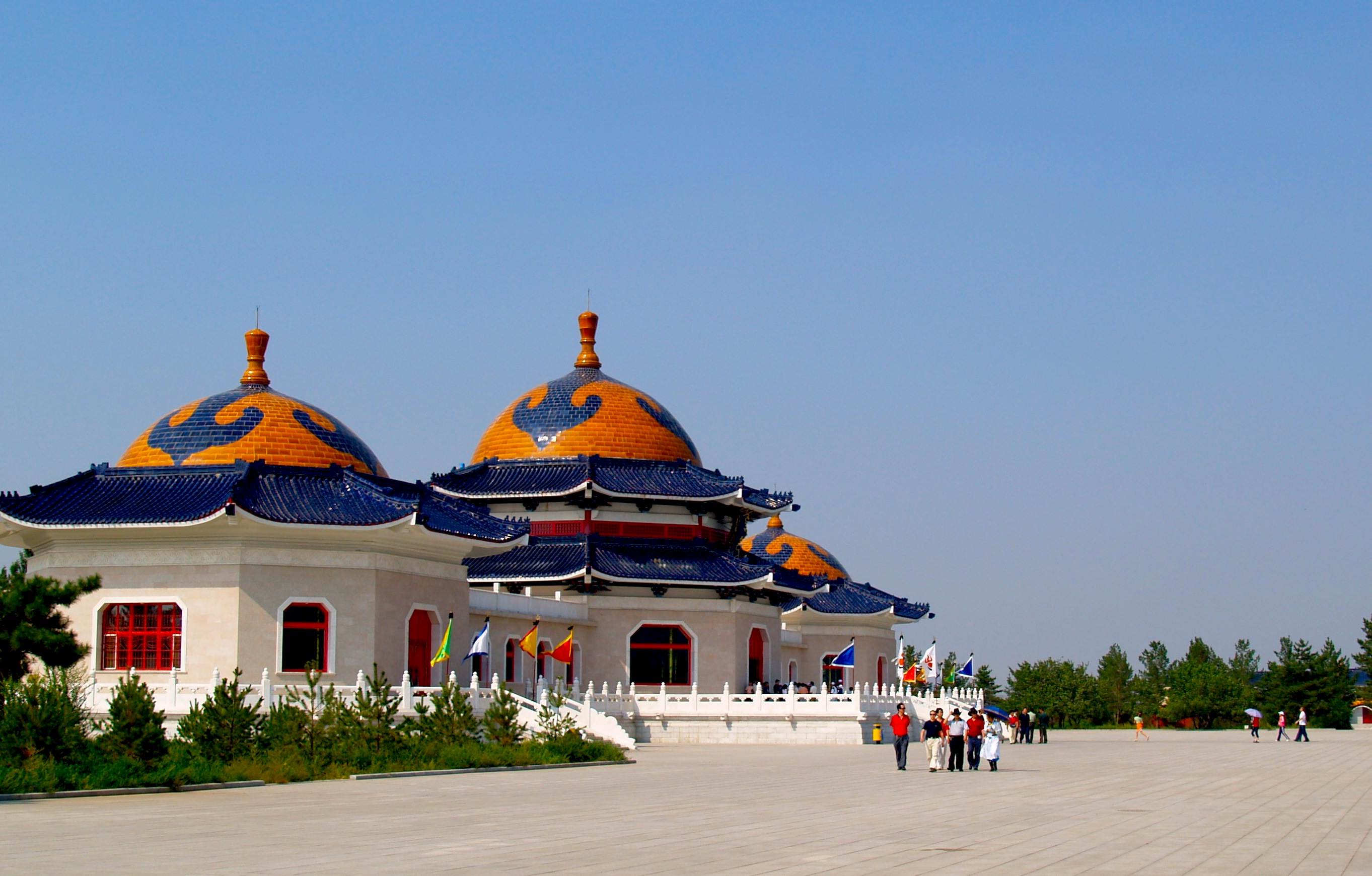
Lăng Thành Cát Tư Hãn

Lăng Thành Cát Tư Hãn (tiếng Trung: 成吉思汗陵) là một công trình kiến trúc ở Ejin Horo, Ngạc Nhĩ Đa Tư, Nội Mông, Trung Quốc. Trên thực tế, lăng tẩm này không chứa hài cốt của Thành Cát Tư Hãn, vì phần mộ của ông đến nay vẫn chưa được tìm thấy. 
Lăng được xây dựng từ năm 1954 và 1956 bởi chính phủ Trung Quốc theo phong cách truyền thống của Mông Cổ. Lăng mộ này nằm ở thị trấn Ejin Horo, 115 km (71 dặm) về phía bắc Yulin, và 55 km (34 dặm) về phía nam của Đông Thắng.